# Magnus Kihlberg
Magnus Kihlberg (* 25. Oktober 1973 in Örebro) ist ein schwedischer Fußballspieler. Der Mittelfeldspieler bestritt seine bisherige Karriere in Norwegen und Schweden.

## Werdegang
Kihlberg spielte zunächst bei Karlslunds IF und BK Forward, ehe er zum Göteborger Traditionsverein Örgryte IS wechselte. Für den Klub lief er unter Trainer Karl-Gunnar Björklund in der Spielzeit 1995 in der Allsvenskan auf und erreichte mit dem Aufsteiger den siebten Tabellenplatz. Nachdem er an der Seite von Marcus Allbäck, Henrik Bertilsson, Jozo Matovac und Svante Samuelsson in der folgenden Spielzeit als dreifacher Torschütze zum Klassenerhalt beigetragen hatte, verließ er den Klub in Richtung Norwegen.
Kihlberg wurde von Trainer Even Pellerud zum Lillestrøm SK in die Tippeligaen geholt. Nachdem er sich in seinem ersten Jahr mit dem Klub im Abstiegskampf befunden hatte, gelangen unter dem neuen Trainer Arne Erlandsen Plätze im vorderen Ligabereich. In der Spielzeit 2001 trug er in 25 Ligaspielen zur Vizemeisterschaft hinter Rosenborg BK bei. Zudem erreichte er mit der Mannschaft um Arild Sundgot, Arne Vidar Moen, Magnus Powell und Roger Helland das Halbfinale des norwegischen Landespokals. Nach einem siebten Platz in der folgenden Spielzeit wechselte er innerhalb Norwegens zum Ligakonkurrenten Molde FK, bei dem sein Landsmann Gunder Bengtsson als Trainer arbeitete.
Beim Vizemeister des Vorjahres kam er an der Seite von Bernt Hulsker, Arild Stavrum und Daniel Berg Hestad in 24 Ligaspielen zum Einsatz, der Vorjahreserfolg des Klubs konnte als Tabellenneunter jedoch nicht bestätigt werden, so dass im Saisonverlauf Odd Berg Bengtsson als Trainer ersetzte. Auch unter dem neuen Übungsleiter gehörte er zu den Stammkräften, geriet allerdings mit dem Klub in Abstiegsgefahr. In der Spielzeit 2005 bestritt er 25 der 26 Saisonspiele. Einerseits rutschte der Klub auf den Relegationsplatz ab, andererseits gelangte die Mannschaft ins Pokalfinale. Während nach zwei Siegen über Moss FK der Klassenerhalt bewerkstelligt wurde, gelang durch einen 4:2-Erfolg nach Verlängerung durch Tore von Rob Friend, Madiou Konate, Berg Hestad und John Andreas Husøy bei Gegentoren von Khaled Mouelhi und Sundgot im Osloer Ullevaal-Stadion der zweite Pokalsieg in der Geschichte des Klubs.
Kihlber kehrte dennoch Norwegen den Rücken und wechselte in die Allsvenskan zurück, wo er beim von seinem ehemaligen Trainer Erlandsen betreuten Klub IFK Göteborg einen Drei-Jahres-Vertrag unterschrieb. Die Spielzeit 2006 verlief jedoch glücklos, so dass er nach einem achten Tabellenplatz den Klub wieder verließ. Nächste Station war der norwegische Klub Aalesunds FK, bei dem er für zwei Spielzeiten unterschrieb. Beim Liganeuling bestritt er bis zum Saisonende 22 Spiele, wobei er zeitweise Einwechselspieler war, und erzielte drei Tore zum Klassenerhalt.
Wiederum dauerte der Aufenthalt Kihlbergs nur eine Spielzeit. Vor Beginn der Allsvenskan-Spielzeit 2008 kehrte er nach Schweden zurück und unterschrieb beim Örebro SK. An der Seite von Samuel Wowoah, Kim Olsen und John Alvbåge gehörte er zu den Stützen, die dem Klub in den ersten beiden Jahren zu Mittelfeldplätzen verhalfen. Beim Klub stieg er zum Mannschaftskapitän auf. In der Vorbereitung zur Spielzeit 2010 verletzte er sich an der Hand und fiel aus. Zum Saisonstart wieder genesen, erlebte der Defensivspieler mit drei Saisontoren seine torgefährlichste Spielzeit in der Allsvenskan. Zudem überraschte die von Sixten Boström trainierte Mannschaft als Tabellendritter und zog in den Europapokal ein. Im Dezember 2010 einigten sich Verein und Spieler auf eine Verlängerung des Vertrages um ein Jahr. Weiterhin regelmäßig im Kader rückte er jedoch ins zweite Glied und stand nur noch bei 13 seiner 22 Saisonspiele in der Spielzeit 2011 in der Startformation. Zum Saisonende verlängerte er seinen auslaufenden Vertrag nicht mehr.
Kihlberg spielte für verschiedene schwedische Jugendauswahlen, ein Einsatz in der schwedischen A-Nationalmannschaft blieb ihm jedoch verwehrt.